# Ben Hinchliffe (cầu thủ bóng đá, sinh năm 1997)
Benjamin Jack Hinchliffe (sinh ngày 25 tháng 9 năm 1997) là một cầu thủ bóng đá người Anh thi đấu cho National League North side Gainsborough Trinity ở vị trí tiền đạo cho mượn từ đội bóng ở Championship Hull City.

## Sự nghiệp câu lạc bộ

### Hull City
Hinchliffe gia nhập Hull City lúc 14 tuổi và ký hợp đồng chuyên nghiệp vào tháng 5 năm 2017. Ngày 22 tháng 8 năm 2017, ông có màn ra mắt trong thất bại 2–0 tại EFL Cup trước Doncaster Rovers.

### Gainsborough Trinity
Hinchcliffe gia nhập Gainsborough Trinity vào ngày 16 tháng 3 năm 2018 theo dạng cho mượn đến hết tháng 4 năm 2018.

## Thống kê
Tính đến 22 tháng 8 năm 2017.
| Mùa giải            | Câu lạc bộ          | Hạng đấu            | Giải vô địch | Giải vô địch | Cúp FA  | Cúp FA    | Cúp Liên đoàn | Cúp Liên đoàn | Khác    | Khác      | Tổng    | Tổng      |
| Mùa giải            | Câu lạc bộ          | Hạng đấu            | Số trận      | Bàn thắng    | Số trận | Bàn thắng | Số trận       | Bàn thắng     | Số trận | Bàn thắng | Số trận | Bàn thắng |
| ------------------- | ------------------- | ------------------- | ------------ | ------------ | ------- | --------- | ------------- | ------------- | ------- | --------- | ------- | --------- |
| 2017–18             | Hull City           | Championship        | 0            | 0            | 0       | 0         | 1             | 0             | 0       | 0         | 1       | 0         |
| Tổng cộng sự nghiệp | Tổng cộng sự nghiệp | Tổng cộng sự nghiệp | 0            | 0            | 0       | 0         | 1             | 0             | 0       | 0         | 1       | 0         |